# Giro del Lussemburgo 1959
Il Giro del Lussemburgo 1959, ventitreesima edizione della corsa, si svolse dal 17 al 20 giugno su un percorso di 787 km ripartiti in 4 tappe, con partenza e arrivo a Lussemburgo. Fu vinto dal lussemburghese Charly Gaul della Emi-Guerra, al suo secondo successo in questa competizione, davanti al suo connazionale Aldo Bolzan e al belga Pino Cerami.

## Tappe
| Tappa  | Data      | Percorso                       | km  | Vincitore di tappa | Leader cl. generale |
| ------ | --------- | ------------------------------ | --- | ------------------ | ------------------- |
| 1ª     | 17 giugno | Lussemburgo > Esch-sur-Alzette | 225 | Léon Van Daele     | Léon Van Daele      |
| 2ª     | 18 giugno | Esch-sur-Alzette > Bettembourg | 165 | Gérard Saint       | Gérard Saint        |
| 3ª     | 19 giugno | Bettembourg > Diekirch         | 217 | Pino Cerami        | Charly Gaul         |
| 4ª     | 20 giugno | Diekirch > Lussemburgo         | 180 | Otto Altweck       | Charly Gaul         |
| Totale | Totale    | Totale                         | 787 |                    |                     |

## Dettagli delle tappe

### 1ª tappa
- 17 giugno: Lussemburgo > Esch-sur-Alzette – 225 km

| Pos. | Corridore      | Squadra       | Tempo    |
| ---- | -------------- | ------------- | -------- |
| 1    | Léon Van Daele | Flandria      | 6h48'23" |
| 2    | Gilbert Bauvin | Saint-Raphaël | s.t.     |
| 3    | Winfried Ommer | Torpedo       | s.t.     |

| Pos. | Corridore      | Squadra  | Tempo |
| ---- | -------------- | -------- | ----- |
| 1    | Léon Van Daele | Flandria |       |

### 2ª tappa
- 18 giugno: Esch-sur-Alzette > Bettembourg – 165 km

| Pos. | Corridore    | Squadra    | Tempo    |
| ---- | ------------ | ---------- | -------- |
| 1    | Gérard Saint | Rapha      | 1h16'51" |
| 2    | Charly Gaul  | Emi-Guerra | a 30"    |
| 3    | Aldo Bolzan  | Emi-Guerra | a 2'26"  |

| Pos. | Corridore    | Squadra | Tempo |
| ---- | ------------ | ------- | ----- |
| 1    | Gérard Saint | Rapha   |       |

### 3ª tappa
- 19 giugno: Bettembourg > Diekirch – 217 km

| Pos. | Corridore   | Squadra    | Tempo    |
| ---- | ----------- | ---------- | -------- |
| 1    | Pino Cerami | Peugeot    | 6h35'17" |
| 2    | Charly Gaul | Emi-Guerra | s.t.     |
| 3    | Aldo Bolzan | Emi-Guerra | a 55"    |

| Pos. | Corridore   | Squadra    | Tempo |
| ---- | ----------- | ---------- | ----- |
| 1    | Charly Gaul | Emi-Guerra |       |

### 4ª tappa
- 20 giugno: Diekirch > Lussemburgo – 180 km

| Pos. | Corridore      | Squadra  | Tempo    |
| ---- | -------------- | -------- | -------- |
| 1    | Otto Altweck   | Torpedo  | 6h32'12" |
| 2    | Pino Cerami    | Peugeot  | s.t.     |
| 3    | Léon Van Daele | Flandria | s.t.     |

| Pos. | Corridore   | Squadra    | Tempo     |
| ---- | ----------- | ---------- | --------- |
| 1    | Charly Gaul | Emi-Guerra | 21h13'13" |
| 2    | Aldo Bolzan | Emi-Guerra | a 2'51"   |
| 3    | Pino Cerami | Peugeot    | a 5'28"   |

## Classifiche finali

### Classifica generale
| Pos. | Corridore          | Squadra                   | Tempo     |
| ---- | ------------------ | ------------------------- | --------- |
| 1    | Charly Gaul        | Emi-Guerra                | 21h13'13" |
| 2    | Aldo Bolzan        | Emi-Guerra                | a 2'51"   |
| 3    | Pino Cerami        | Peugeot-BP-Dunlop         | a 5'28"   |
| 4    | Jempy Schmitz      | Saint-Raphaël             | a 7'52"   |
| 5    | Winfried Ommer     | Torpedo-Fichtel & Sachs   | a 8'06"   |
| 6    | Piet Damen         | Locomotief-Vredestein     | a 8'07"   |
| 7    | Gérard Saint       | Rapha-R. Geminiani-Dunlop | a 10'38"  |
| 8    | Lothar Friedrich   | Torpedo-Fichtel & Sachs   | a 11'17"  |
| 9    | Armando Pellegrini | Emi-Guerra                | a 12'49"  |
| 10   | Ab Geldermans      | Saint-Raphaël             | a 13'22"  |